# Mercado del Polígono
El antiguo Mercado del Polígono, comúnmente denominado antiguo Mercado Central de Melilla es un edificio situado en la calle General García Margallo, Ensanche Modernista de la ciudad española de Melilla que alberga el Conservatorio Oficial de Música, el Centro de Educación de Adultos y la Escuela Oficial de Idiomas. Forma parte del Conjunto Histórico Artístico de la Ciudad de Melilla, que cuenta con el estatus de Bien de Interés Cultural.

## Historia

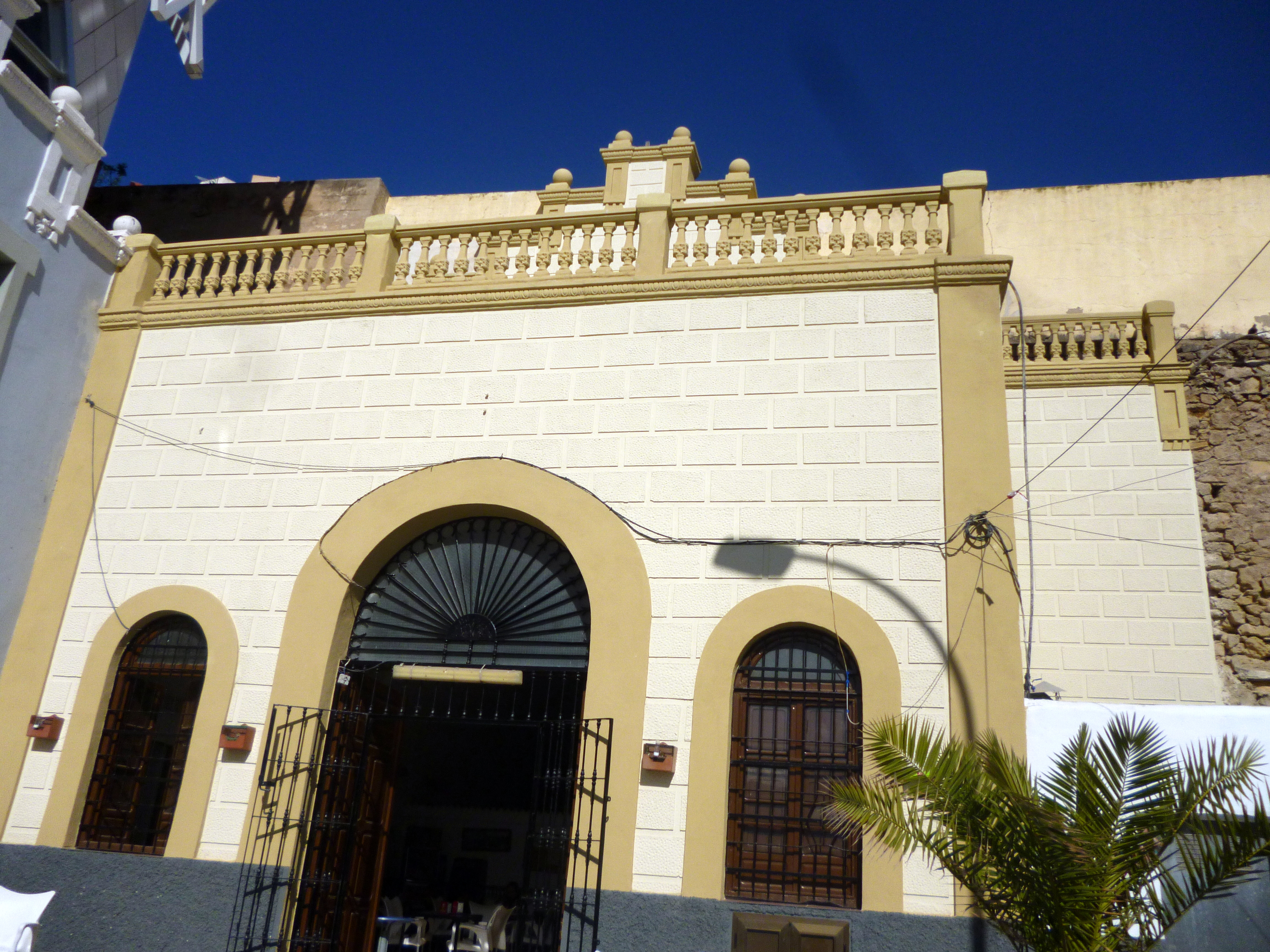
AAVVV Rusadir

Debido a la demanda de los vecinos, el Mayor de la Plaza en una sesión de la Junto de Arbitrios propuso el 20 de junio de 1904 edificar un mercado en el Tejar de Ingenieros, idea desechada por estar en la zona polémica, cerca de las murallas, aunque el gobierno militar, con el general Muñiz asumió la idea como propia meses tarde, así cómo presentaron los vecinos un escrito a la Junta de Arbitrios, que no disponía de fondos. A finales de 1905 Salvador Botella propuso otra vez su construcción, aunque el general Chacel, que argumentó que esto solo ocurría por las mañanas, siendo apoyado por toda al Junta.
El 22 de noviembre de 1909 la Junta de Arbitrios presidida por el general Real y a propuesta de este decidió crear un mercado provisional, de tres filas de barracas según proyecto de Francisco Orozco y José de la Gándara empezado a construir ese año e inaugurado el 19 de marzo de 1910, con puestos de verduras en las calles aledañas, en un terreno producto del desmonte del cerro de María Cristina para rellenar el barrio de Reina Victoria, en el que se pensó instalar una escuela y en el que en ese año se instalaron unas casetas trasladadas desde la actual plaza de las Culturas para instalar a su vez los puesto de verduras de las calles de Santa Bárbara y San Jorge para permitir el paso de carruajes al muelle.
Sin embargo, este no alcanzó el éxito esperado y se fueron abandonando y deteriorando, convirtiéndose en un foco de infecciones, en parte gracias a su pescadería, siendo algunas casetas sustituidas por otras de mampostería, por mandato de la inspección de mercados de la Junta y el 1 de octubre  de 1921 se ordena derribar todas las de madera, habiéndose decidió levantar un nuevo inmueble gracias a al bonanza económica y el superávit gracias al aumento demográfico, la importación de mercancías y las ventas.
El proyecto terminado en 1922 por Francisco Carcaño es aprobado el 22 de mayo de 1923, en septiembre se desmontan las casetas, trasladadas a la plaza Martínez Campos ya la pescadería a la fuente del Bombillo, usada para limpiar el género, haciéndola inútil para los vecinos, en octubre se realiza el replanteo, el 14 de diciembre se inician las obras, ampliándose el solar con barrenos. En junio de 1925 se terminan las obras y es inaugurada por el comandante general de Melilla Alberto Castro Gironela, el 15 de enero de 1926, con Bernardi como inspector de mercados siendo Jorge Palanca el arquitecto responsable de terminarlo. Los comerciantes, algunos de ellos que no habían podido instalarse, debían usar blusones claros y en julio de ese año se instaló el frigorífico, desmontado e instalado en el matadero un año más tarde al no ser eficaz en el mercado, que era de hecho el Mercado Central de Melilla.
La Policía Local contó aquí con un Cartel con oficinas, salas, academia, biblioteca barbería
Fue cedido por la Ciudad Autónoma de Melilla al Ministerio de Educación en el 2005, que en 2011 inicio las obras según proyecto del arquitecto Ángel Verdasco para convertirlo en Conservatorio Oficial de Música, la Escuela Oficial de Idiomas y Centro de Educación de Adultos, bastantes problemáticas, entregadas en el 2016 e inaugurado el 4 de marzo de 2019.

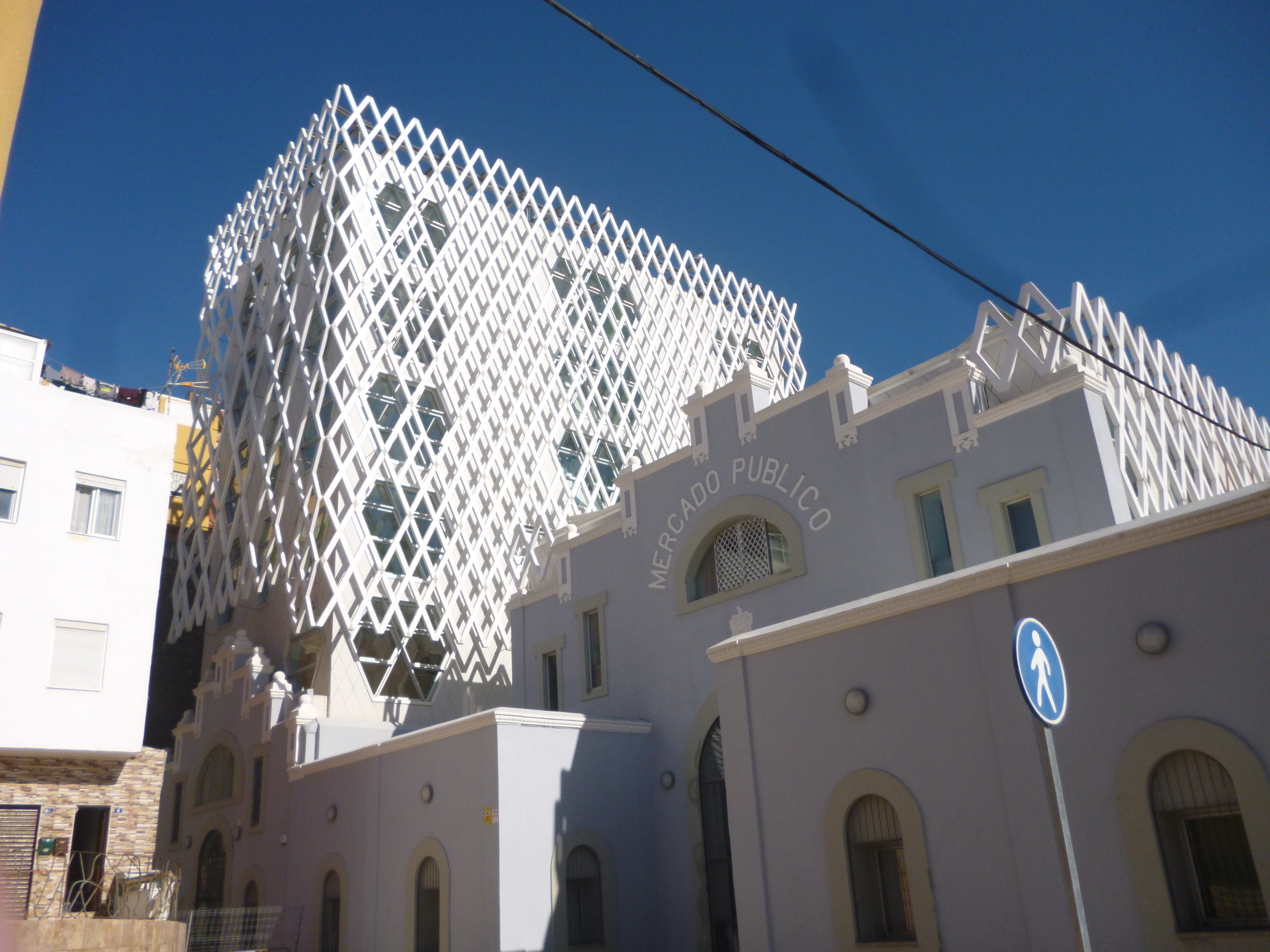
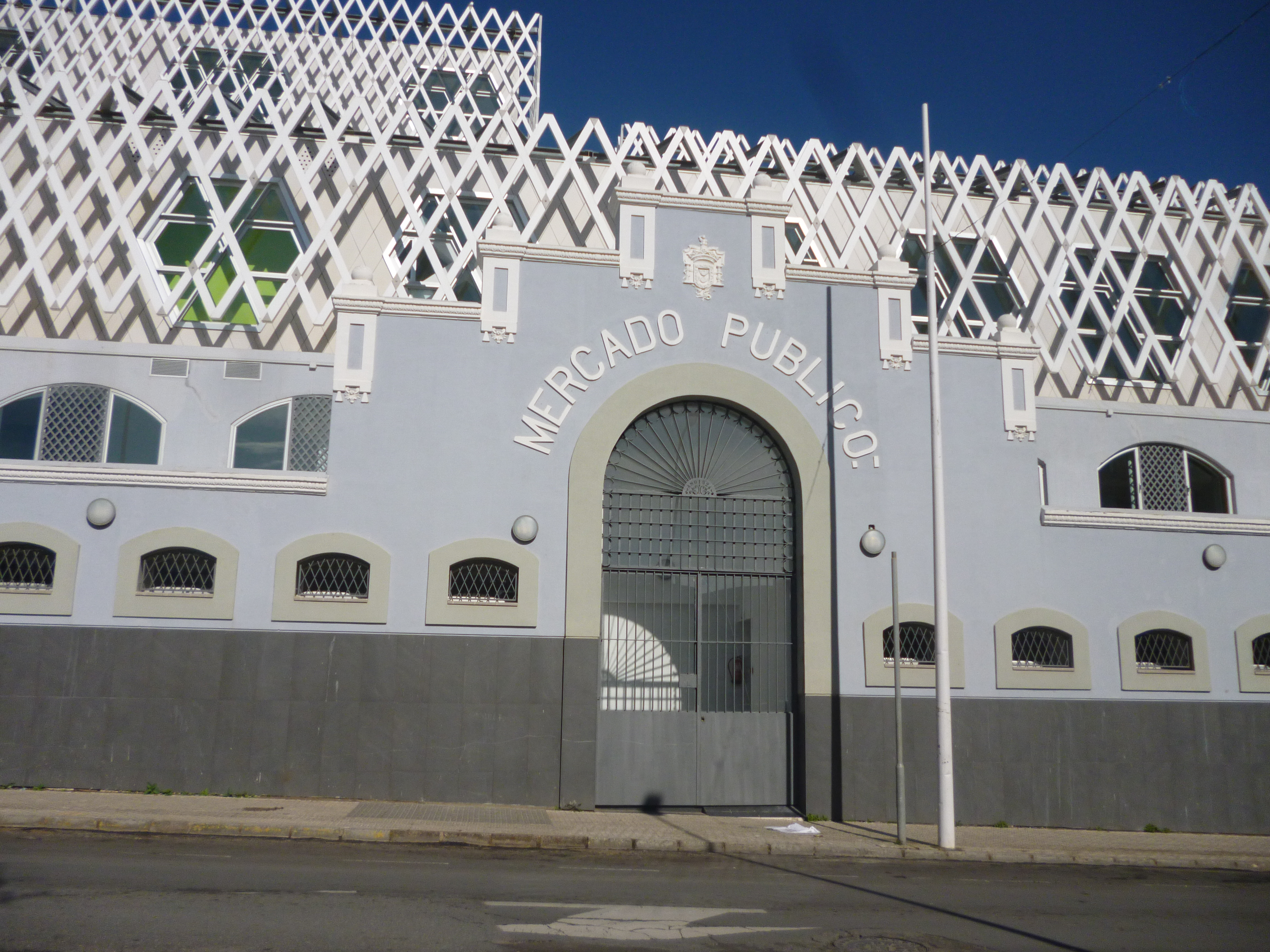
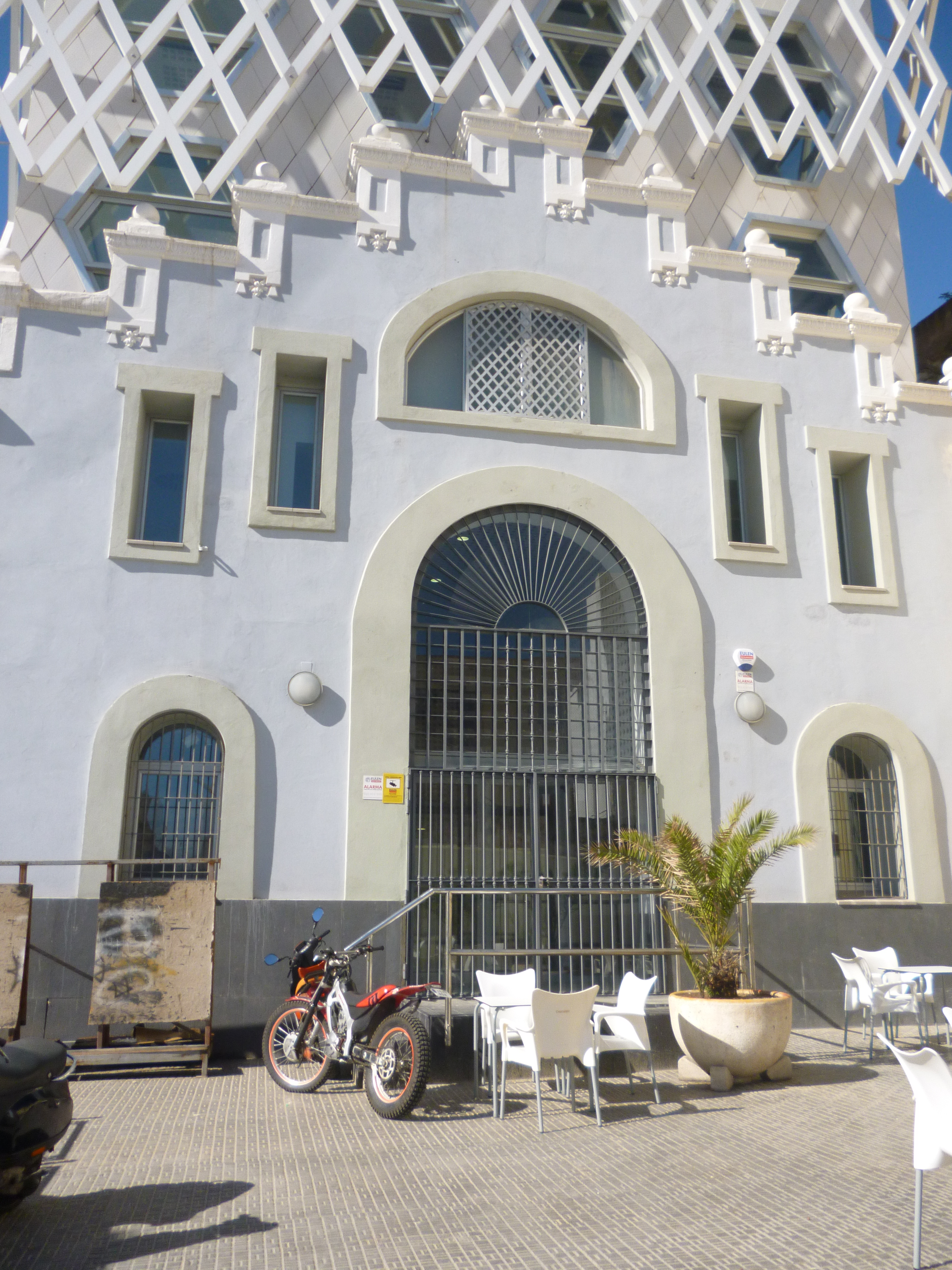

## Descripción
Construido con paredes de mampostería de piedra local y ladrillo macizo, con vigas de hierro y bovedillas del mismo ladrillo, siendo reconstruido y ampliado con una estructura metálica, consta de tres partes, antiguas naves. La principal y mayor, la de verduras y frutas, situada en la zona delantera, a la calle General García Margallo dónde se ubica el Conservatorio Oficial de Música, la pescadería situada en la zona trasera izquierda, a la calle Alférez Sanz acoge el Centro de Educación de Adultos, la carnicería situada en el sector trasero derecha, a la calle Comisario Valero, la Escuela Oficial de Idiomas y la bóveda de los huevos, en la última calle y excavada en la ladera del Monte María Cristina.

### Exterior
Destacan sus fachadas, con las puertas de arcos de medio punto, presentando una imagen desagradable, por el mal uso de colores, azul, y la pérdida del almohadilla y las balaustradas.